# Führungskraft (Führungslehre)
Unter Führungskraft versteht man in der Führungslehre Personen, die in einem Wirtschaftssubjekt mit Aufgaben der Personalführung betraut sind.

## Allgemeines
Zu den Wirtschaftssubjekten gehören Unternehmen, Personenvereinigungen oder die öffentliche Verwaltung mit ihren Behörden.
Die Arbeitsteilung verlangt auch eine Einteilung in ausführende und leitende Tätigkeit, die durch eine gegenseitige Rangordnung gekennzeichnet sind. Der leitenden Tätigkeit steht die Befugnis zu, im Rahmen des Direktionsrechts mittels Weisung Aufgabenträgern ausführender Tätigkeiten vorzuschreiben, welche Handlungen sie vorzunehmen und welche sie zu unterlassen haben. Führungskräfte können mündlich (Auftrag, Befehl) oder schriftlich (Arbeitsanweisungen, Dienstanweisungen) von ihrem Weisungsrecht Gebrauch machen. Durch ihre Führungskompetenz übernehmen sie Fremdverantwortung und delegieren Durchführungskompetenzen. Zu den Führungsaufgaben einer Führungskraft gehören Organisation, Planung, Zielsetzung, Entscheidung, Koordination, Information, Mitarbeiterbewertung und Kontrolle. Für Konrad Mellerowicz darf nur eine Person eine Führungsaufgabe übernehmen (unipersonale Führung), denn der Unternehmer „hat die letzte Verantwortung für das Gesamtunternehmen zu tragen“. Er meint damit jedoch, dass nur konstitutive Entscheidungen dem Unternehmer vorbehalten sind, denn er überträgt im Wege der Delegation auch Führungsaufgaben und Führungsverantwortung auf nachgeordnete Organisationseinheiten. Diese nachgeordneten Einheiten treffen folglich operative Entscheidungen im alltäglichen Geschäftsprozess.

## Abgrenzungen
Die Begriffe „Manager“ und „Führungskraft“ werden häufig synonym verwendet, obwohl sie sich in den zugrunde liegenden Kompetenzen unterscheiden. Führung ist ein Teilbereich des Managements, folglich benötigen Führungskräfte Führungskompetenzen, während Manager über Managementkompetenzen verfügen müssen. Die Führungskraft im materiellen Sinn formuliert Ziele, erkennt Probleme, plant, entscheidet, setzt Entscheidungen durch und prüft die Auswirkungen, organisiert und kontrolliert. Unter Führung im engeren Sinn versteht man die Personalführung oder auch Mitarbeiterführung durch Beeinflussung der Mitarbeiter, wobei sie sich an Zielen und Interaktionen orientiert.

## Definitionen
Die Definition von „Führungskraft“ oder leitender Angestellter ist nicht einheitlich. Der betrachtete Personenkreis muss daher für Umfragen und Untersuchungen jeweils definiert werden.
In einer Studie des Vereins Deutscher Ingenieure (VDI) werden Führungskräfte als „Personen mit Budget- und/oder Personalverantwortung“ bezeichnet. Das Deutsche Institut für Wirtschaftsforschung (DIW) definierte für ihren Führungskräfte-Monitor 2010 als Führungskräfte „Personen ab 18 Jahren, die im SOEP angaben, als Angestellte in der Privatwirtschaft in Funktionen mit umfassenden Führungsaufgaben […], sonstigen Leitungsfunktionen oder hochqualifizierten Tätigkeiten […] tätig zu sein.“
Die Rolle der Führungskraft ist exponiert, und das Verhältnis Mitarbeiter–Führungskraft sowie die Wahrnehmung der Führungskraft in der Öffentlichkeit unterliegen einem besonderen Spannungsfeld. Kontrovers sind in der Regel insbesondere ausländische Führungskräfte in lokalen Unternehmen.

## Aufgabeninhalt
Führungskräfte können ihre Führungsaufgaben mit Hilfe verschiedener Führungsprinzipien, Führungsstile und Führungsrichtlinien wahrnehmen. Während Führungsprinzipien die Methoden zur Verhaltenssteuerung im Unternehmen durch „Management by…“-Techniken umfassen, kennzeichnet der Führungsstil die Verhaltensmuster und die Art und Weise, wie eine Führungskraft ihre Führungsaufgaben bewältigt. Führungsrichtlinien wiederum dienen der verbindlichen Information aller Mitarbeiter über die Art und Weise der Führung im Unternehmen und zielen darauf ab, das Führungsverhalten zu vereinheitlichen.
Während bei Disziplinarvorgesetzten die Führungsaufgaben durch die Dienstaufsicht am umfassendsten sind, übernimmt der Fachvorgesetzte lediglich die Fachaufsicht über das Personal.

## Führung als erlernbare Fähigkeit
In der stark US-amerikanisch geprägten Organisationstheorie wurde der Begriff „Führungskraft“ (englisch leader) von dem Begriff „Management“ getrennt. Warren Bennis ist ein Gegner der Geburtshypothese „Führer werden geboren – nicht gemacht!“. Er unterscheidet Manager und Führungskräfte nach Aufgaben und Verhalten. Diese Unterscheidung hat sich allerdings nicht durchgesetzt, weil Manager auch führen und Führungskräfte auch managen müssen. Der Schwerpunkt der Forschung und auch der Praxis der Führungskräfteentwicklung liegt nicht auf Persönlichkeitsmerkmalen oder Stilen, sondern auf unternehmensspezifischen Kompetenzen.
| Manager                                      | Führender                      |
| -------------------------------------------- | ------------------------------ |
| verwaltet                                    | erneuert                       |
| ist eine Kopie                               | ist ein Original               |
| erhält                                       | entwickelt                     |
| konzentriert sich auf Systeme und Strukturen | konzentriert sich auf Menschen |
| verlässt sich auf Kontrolle                  | erweckt Vertrauen              |
| denkt kurzfristig                            | denkt langfristig              |
| fragt „Wie?“ und „Wann?“                     | fragt „Was?“ und „Warum?“      |
| hält sein Auge auf der Bilanz                | behält den Horizont im Auge    |
| akzeptiert den Status quo                    | fordert den Status quo heraus  |
| ist der klassische gute Soldat               | ist ganz er selbst             |
| macht die Dinge richtig                      | macht die richtigen Dinge      |

Hierzu benötigt eine Führungskraft bestimmte Fähigkeiten, die Bennis und Nanus aus ihrer Stichprobe von 90 Führungspersönlichkeiten ableiten:
1. Die Fähigkeit, Menschen so zu akzeptieren, wie sie sind.
2. Die Fähigkeit, an Beziehungen und Probleme gegenwartsbezogen und nicht vergangenheitsbezogen heranzugehen.
3. Menschen der engeren Umgebung genauso höflich und aufmerksam behandeln wie Fremde oder flüchtige Bekannte.
4. Die Fähigkeit, anderen zu vertrauen, selbst wenn das Risiko groß erscheint.
5. Die Fähigkeit, ohne ständige Zustimmung und Anerkennung seitens anderer auszukommen.

## Frauen in Führungspositionen

### Statistiken
Führungspositionen sind international in Wirtschaft und Verwaltung traditionell überwiegend mit Männern besetzt. In deutschen Kleinstbetrieben mit bis zu 9 Beschäftigten war 2004 mit 25 % der größte Frauenanteil in Führungspositionen zu verzeichnen, in Betrieben bis 49 Beschäftigten sind es noch 20 %, bei mehr als 500 Beschäftigten liegt der Frauenanteil bei 4 %. In Österreich liegt der Frauenanteil im Jahr 2025 unter den Geschäftsführungen der 200 umsatzstärksten Unternehmen bei 13,8 % und unter den Vorständen börsennotierter Unternehmen bei 12,8 %.

### Rechtliche Regelungen zur Gleichstellung der Geschlechter
Meilensteine in Deutschland waren im März 1986 die „Richtlinie zur beruflichen Förderung von Frauen in der Bundesverwaltung“, im Juni 1986 folgte die Einrichtung eines Frauenministeriums. Im Juli 2001 schloss die Bundesregierung mit den Spitzenverbänden der deutschen Wirtschaft eine freiwillige Vereinbarung ab, die der Förderung von Chancengleichheit von Männern und Frauen in der Wirtschaft dienen sollte, im August 2006 trat das AGG in Kraft.
Im Mai 2015 wurde das Gesetz für die gleichberechtigte Teilhabe von Frauen und Männern an Führungspositionen (FüPoG oder FührposGleichberG, ugs. auch Quotengesetz) beschlossen. Damit werden die ca. 3.500 börsennotierten oder mitbestimmenden Unternehmen in Deutschland verpflichtet, Zielgrößen für Frauen in Vorstand, Aufsichtsrat und Top-Management festzulegen. Im Jahre 2020 sorgte das Mutterschutzgesetz für negative Schlagzeilen. Das Gesetz wurde zwar 2018 reformiert, jedoch nur für angestellte Arbeitnehmerinnen. Für Selbstständige, Organmitglieder und Geschäftsführerinnen sieht das Gesetz keine Regelungen vor. Frauen werden laut einer Studie von Harvard Business Review zwar höhere Werte in den Führungskompetenzen zugesprochen, jedoch hat dies wenig an der geringen Repräsentation in Führungsetagen geändert. Die Studie belegte zudem, dass Frauen flexibler, initiativer und ergebnisorientierter arbeiten.
Der Bundestag stimmte am 11. Juni 2021 einer Verschärfung des FüPoG zu (Zweites Führungspositionen-Gesetz, FüPoG II) zu. Besteht demnach der Vorstand eines börsennotierten und zugleich paritätisch mitbestimmten Unternehmens aus mehr als drei Mitgliedern, so muss er künftig mit mindestens einer Frau und mindestens einem Mann besetzt sein.
In Österreich gilt seit 2018 das Gleichstellungsgesetz von Frauen und Männern im Aufsichtsrat (GFMA-G), welches eine verpflichtende Geschlechterquote von 30 % festlegt. Für Frauen in Geschäftsführungen und Vorständen gibt es bisher keine Quotenregelungen. Der Frauenanteil in diesen Gremien fällt deutlich geringer aus.

### Ursachen für die Unterrepräsentation von Frauen in Führungspositionen
Die Ursachen für die Unterrepräsentation von Frauen in Führungspositionen sind vielfältig. Gängige Geschlechterstereotype, die fehlende Vereinbarkeit von Beruf und Privatleben in Führungspositionen und Diskriminierung sind nur einige Gründe. Zur Erklärung werden häufig die Metaphern der gläsernen Decke, des gläsernen Labyrinths und der gläsernen Klippe herangezogen.